# Laphria rufitibia
Laphria rufitibia är en tvåvingeart som beskrevs av H. Oldroyd 1960. Laphria rufitibia ingår i släktet Laphria och familjen rovflugor.
Artens utbredningsområde är Madagaskar. Inga underarter finns listade i Catalogue of Life.